# Ruisseau de Sieurac
Le ruisseau de Sieurac ou ruisseau de la Mouline d'Azas est une rivière du sud de la France. C'est un affluent direct du Tarn en rive gauche, donc un sous-affluent de la Garonne.

## Géographie
De 11,9 km de longueur, le ruisseau de Sieurac prend sa source commune de Garrigues et se jette dans le Tarn en rive gauche à Saint-Sulpice-la-Pointe.

## Département et communes traversées
- Tarn : Garrigues, Azas, Mézens, Saint-Sulpice-la-Pointe.
- Haute-Garonne : Roquesérière.

## Principaux affluents
- La Gravelle : 2 km
- Ruisseau de Bousigues : 3,2 km
- Ruisseau d'en Gayrot : 2,2 km
- Ruisseau de Caulère : 4,7 km
- Ruisseau du Toupiac : 5 km
- Ruisseau de Rivayrole : 3,9 km